# ایزو پرورپیل بنزیلامین
 ایزو پرورپیل بنزیلامین  یک ترکیب شیمیایی است که به عنوان حد واسط در صنعت داروسازی و به عنوان یک پیش زمینه تولید برخی از داروها مورد استفاده قرار می‌گیرد.
اندازه‌ی بلور های ایزو پرورپیل بنزیلامین: